# Brązosz
Brązosz (Oxynotus centrina) – gatunek ryby z rodziny brązoszowatych (Oxynotidae), wcześniej zaliczany był do koleniowatych (Squalidae).

## Występowanie
Wschodni Ocean Atlantycki od Angoli do południowej Anglii oraz Morze Śródziemne. W Morzu Adriatyckim uważany za lokalnie wymarły, ale od 2004 był ponownie zaobserwowany.
Występuje na głębokości 50–500 m, przebywa nad dnem mulistym bądź piaszczystym. Gatunek szeroko rozprzestrzeniony, w niektórych regionach rzadki lub niezbyt liczny.

## Budowa
Osiąga do 1,5 m długości, zwykle poniżej 1 m, a w Morzu Śródziemnym 60–80 cm. Ciało krótkie, grube, ścieśnione, w przekroju poprzecznym trójkątne. Grzbiet podwyższony, skóra szorstka. Wzdłuż grzbietu długi, skórzasty kil, podobnie kilka na dolnych krawędziach boków od piersi do płetw brzusznych. Głowa mała, spłaszczona. Oczy duże, zielonkawe, bez przesłony migawkowej. Tryskawki duże, od owalnych do półksiężycowatych, leżą bardzo blisko oczu. Szczeliny skrzelowe bardzo małe w liczbie 5, położone przed płetwami piersiowymi. Otwór gębowy słabo wygięty. Zębów w górnej szczęce 10 i są szersze, większe i drobno piłkowane. Dwie płetwy grzbietowe z silnymi kolcami. Kolec pierwszej płetwy nieco za środkiem podstawy płetwy, kolec 2 płetwy znajduje się pośrodku i jest wygięty do tyłu. Płetwy brzuszne pod 2. płetwą grzbietową. Płetwy piersiowe ostro zakończone, mierzą 3/4 długości głowy. trzon ogonowy krótki, płetwa ogonowa stosunkowo mała. Płetwy odbytowej brak. Linia boczna wyraźnie widoczna. Ubarwienie szare do szarobrązowego. Brzuch jaśniejszy.

## Biologia
Aktywny po zmroku, dzień spędza, leżąc na dnie. Żywi się wieloszczetami, skorupiakami i mięczakami. Jest gatunkiem jajożyworodnym. Zapłodnienie w styczniu. Samica rodzi trzy miesiące później 10–12 młodych